# 소년들은 무엇을 하고 있을까
《소년들은 무엇을 하고 있을까》는 네이버 웹툰에서 컷부가 매주 수요일, 목요일, 금요일마다 연재하는 웹툰이다. 2014년 11월 4일 후기 포함 125화로 완결되었다.